# دينساك
دينساك (بالفرنسية: Dinsac)‏ هي بلدية في مقاطعة فيين العليا في منطقة أقطانية الجديدة غرب فرنسا.